# Xã Jasper, Quận Hanson, South Dakota
Xã Jasper (tiếng Anh: Jasper Township) là một xã thuộc quận Hanson, tiểu bang Nam Dakota, Hoa Kỳ. Năm 2010, dân số của xã này là 158 người.